# Francisque Ravony
Francisque Ravony (* 2. Dezember 1942 in Vohipeno, Region Vatovavy-Fitovinany, Madagaskar; † 15. Februar 2003 in Soavinandriana, Region Itasy, Madagaskar) war ein madagassischer Politiker und Rechtsanwalt. Er war Ministerpräsident von Madagaskar von 1993 bis 1995 unter Präsident Albert Zafy.
Ravony wurde als Ministerpräsident durch ein Votum der Nationalversammlung am 9. August 1993 gewählt. Er erhielt 55 Stimmen, während Roger Ralison und Manandafy Rakotonirina jeweils 46 Stimmen und 32 Stimmen empfingen.